# Acaca albatra
Acaca albatra is een hooiwagen uit de familie Assamiidae. De wetenschappelijke naam van Acaca albatra gaat  terug op Roewer.